# Le Chant des partisans
Ne pas confondre avec le Chant des partisans de l'Amour, hymne bolchevique de la guerre civile russe, ni avec le chant traditionnel russe Les Partisans, ni avec La Complainte du partisan d'Emmanuel d'Astier de La Vigerie, mise en musique par Anna Marly, et reprise par Leonard Cohen, ni avec la chanson Zog Nit Keynmol également titrée « Partizaner Lied » ou « Chant des partisans ».
Le Chant des partisans, ou Chant de la libération, est, pendant la Seconde Guerre mondiale, l’hymne de la Résistance française durant l'occupation par l'Allemagne nazie. La musique, initialement composée en 1941 sur un texte russe, est due à la Française Anna Marly, ancienne émigrée russe qui, en 1940, a quitté la France pour Londres.
La mélodie, sifflée, devient, le 17 mai 1943, l'indicatif de l'émission Honneur et Patrie diffusée par la BBC. Les paroles en français sont écrites le 30 mai 1943 par Joseph Kessel, également d'origine russe, et son neveu Maurice Druon qui venaient de rejoindre les Forces françaises libres. Germaine Sablon, alors compagne de Kessel, en est la créatrice en l'interprétant, dès le lendemain, dans le film de propagande Three Songs about Resistance.
Le manuscrit original, apporté clandestinement en France en juillet 1943, est classé monument historique.

## Histoire

### Mélodie et paroles
S'inspirant d'une mélodie populaire slave, la chanteuse et compositrice Anna Marly, en 1941 à Londres — où elle s’est engagée en tant que cantinière volontaire dans les Forces françaises libres (FFL) —, compose la musique et écrit les paroles d'une chanson qu'elle nomme Marche des partisans, (ou Guerilla Song en anglais), en employant le russe, sa langue maternelle. Cet hymne des partisans (soviétiques) est inspiré par la résistance héroïque des soldats soviétiques de Smolensk durant la Seconde guerre mondiale. Lors de la guerre civile russe (1917-1923), le chant Les Partisans, était entonné, avec des paroles différentes, par les armées rouge et blanche. Il a été repris par l'Armée Rouge durant la seconde guerre mondiale et a peut-être inspiré Anna Marly.
C’est au domicile de l'ancien ambassadeur russe Liouba (ou Lioubov) Krassine, à Londres, qu’Anna Marly chante "Guérilla Song " devant Bernard (pseudonyme de résistant d’Emmanuel d’Astier). Celui-ci lui demande sur-le-champ de recommencer, puis lui dit « c’est ce qu’il faut pour la Résistance, il faut des paroles en français » en lui demandant de revenir le lendemain soir, avant qu’il ne reparte en France. Le lendemain, Joseph Kessel est là et Bernard  demande immédiatement à Anna de chanter Guerilla Song. Kessel est enthousiaste « Louba traduisait les paroles. Des papiers circulent entre les mains. Chacun donne son idée. » Kessel et Druon écrivent la version définitive, et c’est également au domicile de Liouba que sont chantées pour la première fois les paroles françaises par Anna Marly : « Jeff (Kessel) me tendit un papier : le texte français des Partisans [...] Je l'essayai... C'était beau. Ça collait merveilleusement. ».
Le chant, sifflé, devient, le 17 mai 1943, l'indicatif de l'émission Honneur et Patrie, diffusée deux fois par jour par la radio britannique BBC, puis un signe de reconnaissance dans les maquis. On choisit de siffler la mélodie, d'abord pour ne pas être repéré en la chantant, mais aussi car le chant reste audible malgré le brouillage de la BBC effectué par les Allemands,. Dès sa première diffusion à l'antenne, le Chant des partisans frappe considérablement les esprits.
André Gillois, responsable de l'émission de la résistance française, donne à Pierre Seghers quelques détails sur la naissance du Chant des partisans. Le 13 mai 1943, le sujet d'un indicatif musical est abordé au cours de la préparation de la première émission prévue pour le 17 mai. Emmanuel d'Astier de La Vigerie propose de rencontrer Anna Marly, qui anime alors — entre autres lieux — un petit club français de Londres. Le soir même, l'artiste les reçoit dans la petite pension qu'elle occupe, 30 Campden Hill Gardens. Elle interprète à la guitare, sans les chanter, six de ses compositions. Deux mélodies — Paris est à nous et Le Chant des partisans — sont sélectionnées et enregistrées dès le lendemain, le 14 mai. André Gillois précise :

« […] elle [Anna Marly] avait réuni quelques musiciens pour former avec sa guitare un petit ensemble auquel elle avait adjoint deux siffleurs chargés des notes du début. Seulement ces professionnels sifflaient trop bien pour donner l'impression de combattants clandestins sifflotant en marchant sur les routes. Nous prîmes donc le parti, d'Astier et moi, de remplacer les spécialistes,. »

### Paroles en français
Germaine Sablon arrive à Londres le 6 février 1943. Elle est accueillie par son ami le metteur en scène Alberto Cavalcanti, qui lui propose de tourner dans Three Songs about Resistance, un film de propagande comportant trois chants, dont La Marseillaise. Il reste à en trouver deux autres et Le Chant des partisans est l'un d'eux, choisi lors d'une rencontre avec Anna Marly, qui lui fait entendre la version russe.
Les paroles en français sont écrites le 30 mai 1943 par Joseph Kessel — alors compagnon de Germaine Sablon — et son neveu Maurice Druon, également expatriés en Angleterre,. Elles sont originales et non une traduction de la version russe.
C'est à Ashdown Park Hotel, hôtel du Surrey fréquenté par des Français exilés, qu'ils mettent en vers, sur un cahier d'écolier, les idées qu'ils échangent après le déjeuner. Germaine Sablon possède, sur un feuillet à part, les notes relevées en écoutant Anna Marly jouer l'air sur sa guitare.

« À quatre heures tout était terminé. La fille du patron, Nenette, nous a servi le thé et j'ai chanté pour la première fois Le Chant des partisans devant elle. Ensuite j'ai appelé Calvacanti au téléphone […] je suis allée au studio d'Ealing le lundi 31 mai où l'enregistrement a eu lieu à onze heures et demie. »

Pierre Seghers précise : 

« Le Chant des partisans, créé par Germaine Sablon dans le film de Calvacanti, semble n'avoir jamais été chanté ailleurs de toute la guerre. Je n'en ai trouvé aucune trace à la BBC avant la Libération. Il n'a donc été connu en France que par son indicatif […] diffusé deux fois par jour depuis le 17 mai 1943 jusqu'au 2 mai 1944, date de notre dernière émission. »

### Manuscrit

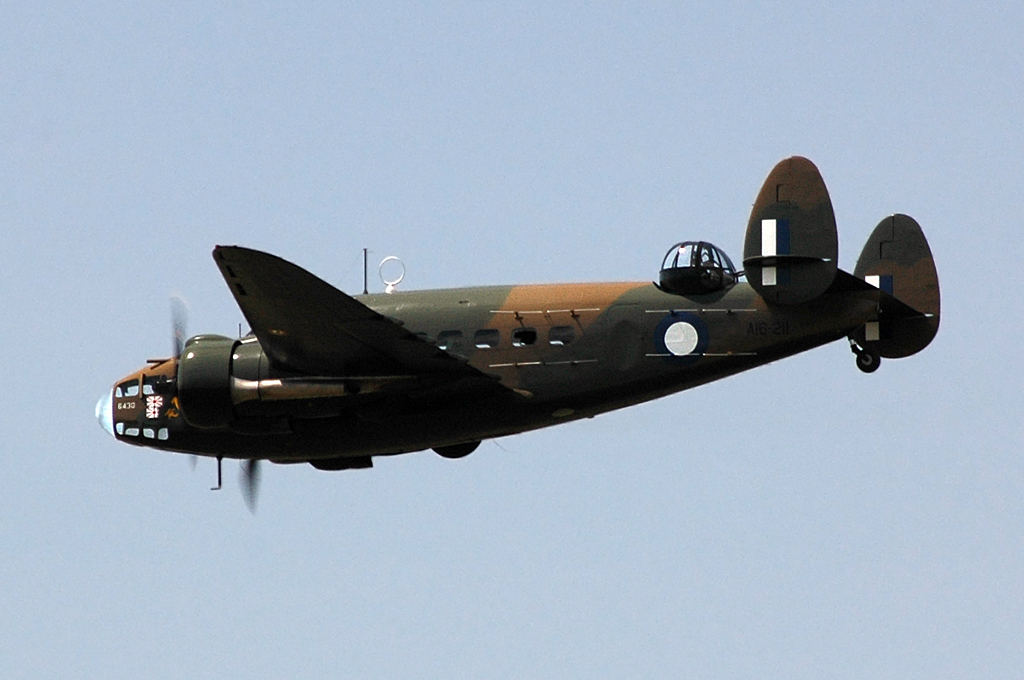
Lockheed 414 Hudson IV

Le manuscrit original est apporté en France le 25 juillet 1943 par Emmanuel d'Astier de La Vigerie et Jean-Pierre Lévy, qui voyagent à bord d'un Lockheed Hudson piloté par Hugh Verity. L'appareil survole clandestinement le territoire occupé et se pose à 3 h 30 sur un terrain près d'Ambérieu-en-Bugey, dont le nom de code est « Figue ». Les deux hommes y sont « réceptionnés » par Paul Rivière, chef de la section des atterrissages et des parachutages de l'ensemble de la région Sud.
Les paroles sont publiées, sous le titre Les Partisans (chant de la Libération), dans le no 1 de la revue intellectuelle et littéraire clandestine Les Cahiers de Libération, dont l'édition originale porte le texte : « Ce volume a été achevé d'imprimer sous l'occupation nazie le 25 septembre 1943. »

Manuscrit (écrit par Maurice Druon) original du Chant des Partisans

Maurice Druon, qui conserve l'original écrit de sa main, en fait don en 2006 au musée de la Légion d'honneur qui le conserve et il est classé monument historique au titre « objets » par un arrêté du ministère de la Culture du 8 décembre 2006,,.
Également mise en musique par Anna Marly mais écrite par Emmanuel d'Astier de La Vigerie, La Complainte du partisan connaît un succès populaire en France dans les années 1950 mais s'efface devant Le Chant des partisans, relancé par André Malraux lors de la cérémonie d'entrée des cendres de Jean Moulin au Panthéon, le 19 décembre 1964.

« […] L'hommage d'aujourd'hui n'appelle que le chant qui va s'élever maintenant, ce Chant des partisans que j'ai entendu murmurer comme un chant de complicité, puis psalmodier dans le brouillard des Vosges et les bois d'Alsace, mêlé au cri perdu des moutons des tabors, quand les bazookas de Corrèze avançaient à la rencontre des chars de Rundstedt lancés de nouveau contre Strasbourg. Écoute aujourd'hui, jeunesse de France, ce qui fut pour nous le Chant du malheur. C'est la marche funèbre des cendres que voici. […] »

## Paroles

Évocation du chant dans la forêt de Mirambel, en Corrèze.

Le premier couplet est :
 « Ami, entends-tu le vol noir des corbeaux sur nos plaines,

    Ami, entends-tu ces cris sourds du pays qu'on enchaîne,

    Ohé ! partisans, ouvriers et paysans, c'est l'alarme !

    Ce soir l'ennemi connaîtra le prix du sang et des larmes. »

## Sens du premier texte russe
Le sens des paroles originelles en russe, dues à Anna Marly,,, est à peu près le suivant :
« De forêt en forêt / La route longe / Le précipice

Et loin tout là-haut / Quelque part vogue la lune / Qui se hâte

Nous irons là-bas / Où ne pénètre ni le corbeau / Ni la bête sauvage

Personne, aucune force / Ne nous soumettra / Ne nous chassera

Vengeurs du peuple / Nous mettrons en pièces / La force mauvaise

Dût le vent de la liberté / Recouvrir / Aussi notre tombe…

Nous irons là-bas / Et nous détruirons / Les réseaux ennemis

Qu'ils le sachent, nos enfants / Combien d'entre nous sont tombés / Pour la liberté ! »

## Interprètes
Les principaux interprètes du Chant des partisans sont
 :
- Germaine Sablon[25] et Anna Marly[8] en 1943[g] ;

puis :
- Joséphine Baker
- Luc Barney
- René Binamé
- Benjamin Biolay[h]
- Chœurs de l'Armée rouge (Les)
- Antoine Ciosi[i]
- Leny Escudero[27]
- Les Formations musicales de la Garde républicaine[28]
- Jacques Gautier[29]
- Johnny Hallyday[j]
- Dominique Joly[réf. nécessaire]
- Camélia Jordana[k]
- Philippe Léotard
- Hélène Martin[31]
- Mireille Mathieu
- Jean-Pax Méfret[l]
- Armand Mestral[32]
- Giovanni Mirabassi
- Yves Montand[33]
- Jean-Louis Murat
- Pierre Nougaro[34]
- Nuclear Device[35]
- Marc Ogeret[m]
- Catherine Ribeiro[36]
- Catherine Sauvage
- Les Stentors[37]
- Zebda[38]
- Danish Miraly[39]